# Protonotaria citrea
La parula protonotaria (Protonotaria citrea Boddaert, 1783), unica specie del genere Protonotaria S. F. Baird, 1858, è un uccello della famiglia dei Parulidi originario delle regioni orientali e sud-orientali degli Stati Uniti.

## Descrizione

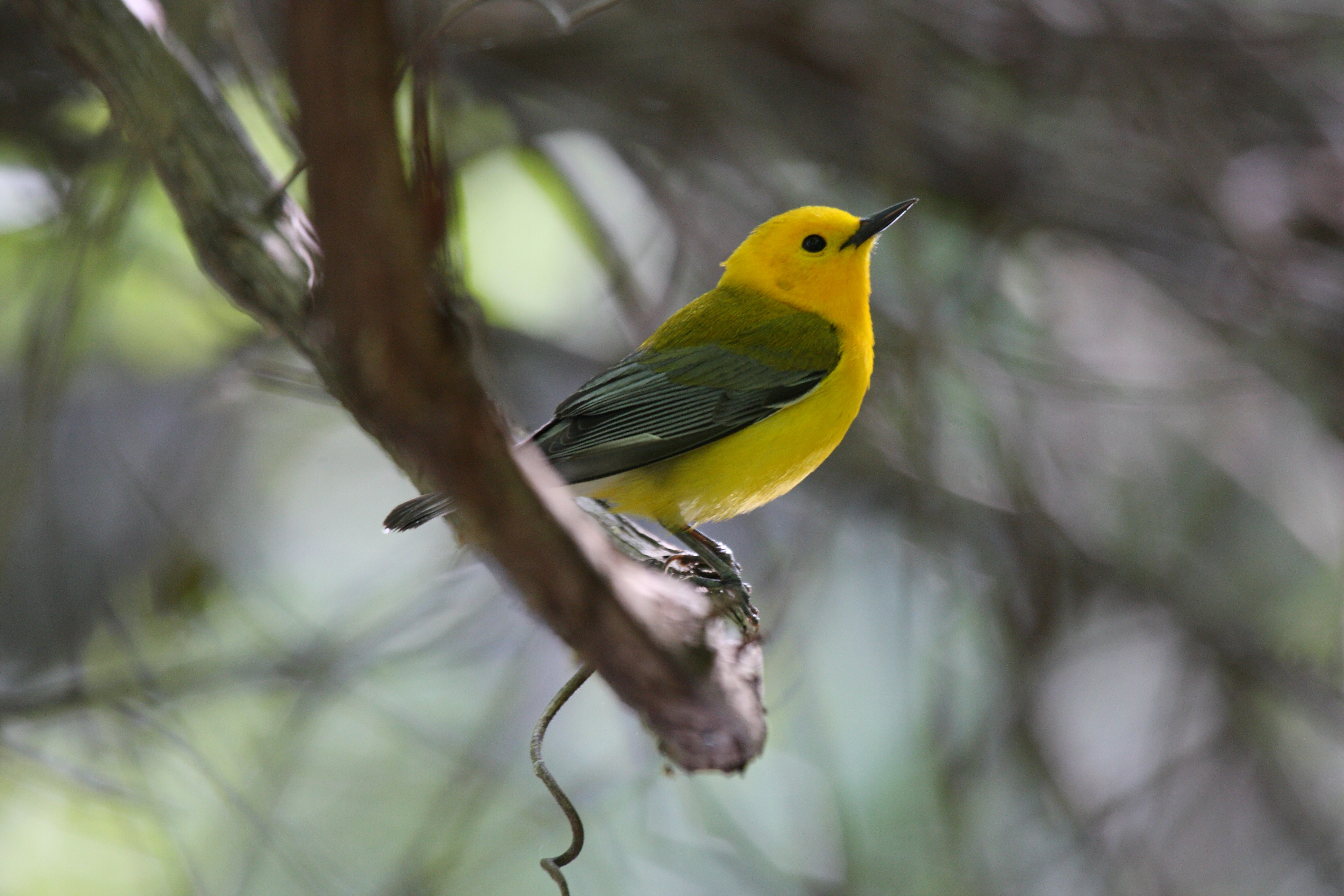
Maschio.

La parula protonotaria è un piccolo uccello canoro dai colori vivaci, con testa e collo di un brillante giallo-arancio, di 14 cm di lunghezza e di circa 14 g di peso. L'appellativo dell'insolito nome comune di questa specie, «protonotaria», allude alle tonache dal cappuccio giallo che venivano indossate in passato dagli ecclesiastici cattolici romani, e si riferisce al piumaggio giallo brillante. La parula protonotaria ha il dorso verde-oliva, mentre le ali sono grigio-azzurre con le estremità nere sulla pagina superiore e bianche e gialle su quella inferiore.
La femmina non è così vivacemente colorata come il maschio. Il suo corpo spesso presenta sfumature e tinte verdi, specialmente sulla corona, e le ali sono più sbiadite. Ventre e coda sono generalmente più biancastri. Maschi e femmine hanno entrambi zampe e piedi color grigio scuro, becco nero e occhi neri.
La parula protonotaria viene classificata in un genere a sé, essendo dotata di un becco più lungo di quello delle altre specie di parula. Il canto consiste in un tsweeet–tsweet–tsweet–tsweet molto rumoroso.

## Distribuzione e habitat

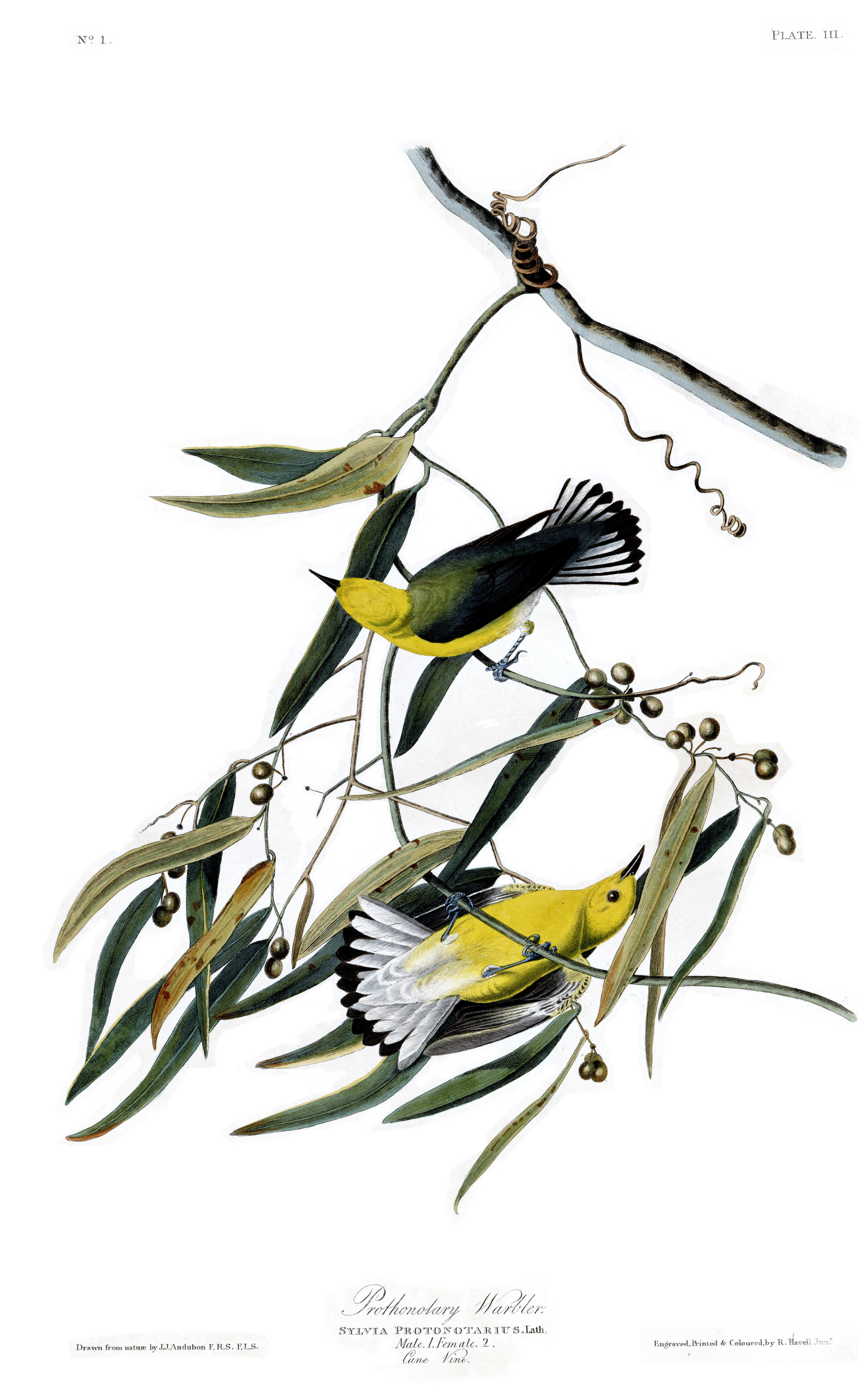
Disegno di John James Audubon.

La parula protonotaria è originaria degli Stati Uniti, dell'America Centrale e di alcune regioni del Sudamerica settentrionale. L'areale di nidificazione della specie comprende in prevalenza gli stati centrali e sud-orientali degli USA, ma esso si estende anche lungo la costa atlantica da New York alla Florida, e ad ovest fino a Michigan, Wisconsin, Texas, Oklahoma e Kansas.
La parula protonotaria trascorre l'inverno in America Centrale e in alcune parti del Sudamerica settentrionale, in particolare lungo la costa atlantica dal Messico meridionale al Sudamerica. Essa sverna inoltre lungo la costa pacifica di Costa Rica e Panama.
La specie predilige risiedere in aree di foresta paludosa e in foreste di bassa quota, in prossimità dei fiumi. Viene spesso rinvenuta nei pressi di laghi, stagni e altri grossi specchi d'acqua stagnante o a corso lento. Essa necessita di cavità negli alberi per poter nidificare e pertanto si associa di solito ad alberi di zone umide quali salici, liquidambar, Quercus phellos, Nyssa sylvatica, tupelo, cipressi calvi, olmi e betulle nere.
La parula protonotaria passa l'inverno nelle foreste di mangrovie.

## Biologia

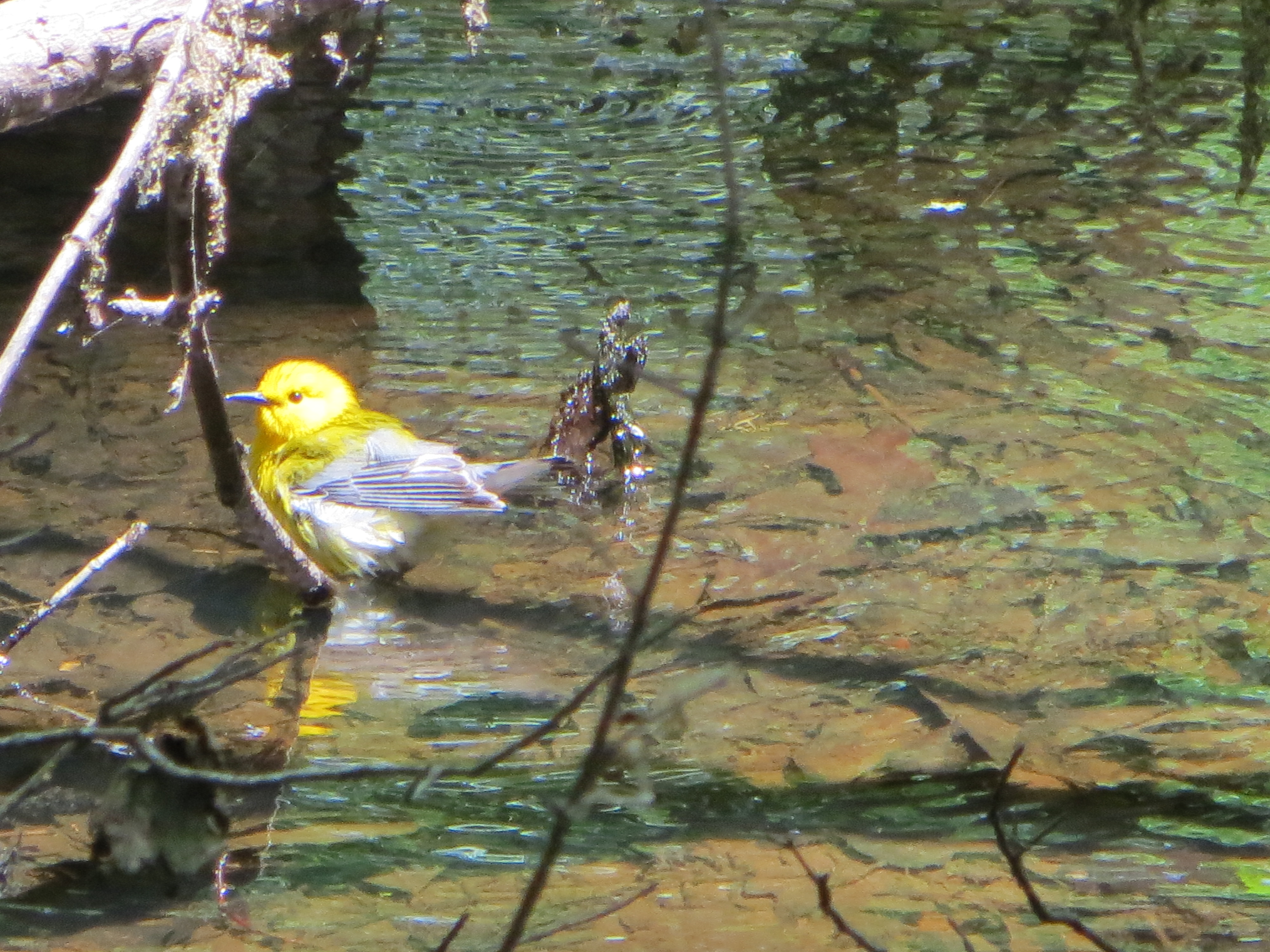
Parula protonotaria fa il bagno in una palude della Carolina del Sud.

La parula protonotaria si differenzia da qualsiasi altra parula di foresta degli USA orientali in quanto preferisce costruire il nido in strette cavità. Essa è altamente opportunista e nidifica in molti tipi di spazi piccoli, nascosti e ristretti nelle foreste umide e nelle aree paludose. Il nido può essere costruito in aperture naturali, quali le cavità degli alberi, o artificiali, compresi cassette nido e rifiuti abbandonati, quali cartoni di latte, barattoli e vasetti. La parula protonotaria può anche utilizzare le cavità scavate dal picchio lanuginoso (Picoides pubescens).
La dieta della parula protonotaria consiste principalmente di insetti, come coleotteri, falene, farfalle, ragni, bruchi e larve d'insetto, che raccoglie dai tronchi degli alberi, dagli alberi caduti e dalla lettiera di foglie sul pavimento della foresta. Si nutre inoltre di chiocciole e isopodi, e incrementa la sua dieta con frutti, semi e nettare.
Il maschio sceglie e prepara un luogo di nidificazione prima di attrarre una compagna, e fodera la cavità del nido con del muschio. Il maschio può costruire nidi «fittizi», non utilizzati, o nidi «trabocchetto» per allargare il suo territorio e per fornire siti di nidificazione facoltativi. Il maschio può trascorrere un'intera nottata in uno di questi nidi trabocchetto per dare l'impressione che esso sia occupato.
La femmina subentra alla costruzione del nido una volta formatasi la coppia, aggiungendo ulteriore materiale, come radichette, bambagia, rampicanti, corteccia di cipresso, carici, viticci, foglie, steli e gambi di foglie, edera velenosa e perfino lenze da pesca, alla coppa del nido.
Tra la fine di maggio e metà giugno la femmina depone da tre a sette uova color bianco-crema con macchioline violacee, che cova per circa 12-14 giorni. Le uova di solito si schiudono entro 12 ore l'una dall'altra, e i nidiacei rimangono nel nido per i primi 10-11 giorni, finché gli adulti non li costringono ad abbandonare la cavità del nido. Entrambi i genitori condividono le responsabilità parentali, come portare il nutrimento ai piccoli e proteggerli da eventuali intrusi. Gli adulti continuano a sorvegliare i giovani, già involati, per circa 35 giorni dopo che hanno lasciato il nido.
Durante la stagione riproduttiva la parula protonotaria diviene estremamente territoriale. I maschi difendono il territorio cacciando via gli intrusi o sbattendo il becco, mentre le femmine si limitano solo a minacciarsi a vicenda sbattendo il becco. Durante il resto dell'anno, tuttavia, la parula protonotaria è generalmente socievole.

## Conservazione
Sebbene venga attualmente classificata tra le specie a rischio minimo (Least Concern, LC) dalla Lista Rossa della IUCN, le popolazioni riproduttive della parula protonotaria sono altamente localizzate, a causa delle sue specifiche necessità di habitat e dell'aumento della perdita dell'habitat.
Le formazioni di mangrovie lungo le coste dell'America Centrale e Meridionale vengono distrutte per fare spazio a insediamenti costieri, autostrade, allevamenti di gamberetti e terreni agricoli, minacciando l'habitat di svernamento della parula. La distruzione delle foreste in cui risiede negli USA costituisce un'ulteriore minaccia per la specie, e oltre il 90% dei territori di nidificazione originari è andato perduto a causa della deforestazione e dell'agricoltura industriale.
Affinché la parula protonotaria possa prosperare, è necessaria una gran quantità di cavità negli alberi morti, acqua stagnante e spazio per poter cercare il cibo. L'assistenza degli esseri umani, attraverso la fornitura di nidi artificiali, può anche essere molto utile nel favorire questa specie in habitat degradati e frammentati.
La parula protonotaria è una specie migratrice, e la buona riuscita degli spostamenti da un habitat all'altro dipende da un'adeguata conservazione e tutela dell'ambiente. Come per molti altri sforzi e programmi di conservazione internazionali e intercontinentali, la cooperazione interculturale e la comprensione sono di vitale importanza per un buon successo.